# Will Tukuafu
William T. Tukuafu (Salt Lake City, 3 gennaio 1984) è un giocatore di football americano tongano che gioca nel ruolo di fullback per i Seattle Seahawks della National Football League (NFL). Al college ha giocato a football a Oregon.

## Carriera professionistica

### Seattle Seahawks
Dopo non essere stato scelto nel Draft 2010, Tukuafu firmò in qualità di free agent coi Seattle Seahawks, venendo svincolato prima dell'inizio della stagione regolare.

### San Francisco 49ers
Il 12 agosto 2010, Will firmò un contratto con i San Francisco 49ers. Nella sua stagione da rookie non scese mai in campo, mentre debuttò nella successiva mettendo a segno due tackle in 4 partite disputate, nessuna delle quali come titolare. Fu svincolato durante la stagione 2014.

### Ritorno ai Seahawks
Terminata l'esperienza con San Francisco, Tukuafu nel 2014 tornò ai Seahawks, passando dal ruolo di defensive end a quello di fullback e disputando nove partite, di cui le prime due come titolare in carriera.
Nella settimana 10 della stagione 2015 contro gli Arizona Cardinals, Tukuafu segnò il primo touchdown in carriera su corsa da una yard. Il primo su ricezione fu un su un passaggio da 7 yard di Russell Wilson nell'ultimo turno della stagione regolare, giorno del suo 32º compleanno.

## Palmarès
- National Football Conference Championship: 2

San Francisco 49ers: 2012
Seattle Seahawks: 2014

## Statistiche
| Partite totali      | 43 |
| Partite da titolare | 3  |
| Ricezioni           | 1  |
| Yard ricevute       | 7  |
| Touchdown           | 2  |

Statistiche aggiornate alla stagione 2015